# Islandiana holmi
Islandiana holmi är en spindelart som beskrevs av Ivie 1965. Islandiana holmi ingår i släktet Islandiana och familjen täckvävarspindlar. Inga underarter finns listade i Catalogue of Life.